# Studio Nord Bremen
Das Studio Nord Bremen ist ein Tonstudio in Bremen, in dem mehrere erfolgreiche deutsche Schlager aufgenommen und zahlreiche internationale Hits gemastert wurden. Das Studio wurde 1966 gegründet und ist damit das älteste private Tonstudio Norddeutschlands.

## Geschichte
Das Studio Nord wurde 1966 von Wolfgang Roloff in einer Art Abstellraum hinter der Bühne der Bar „Palette“ im Keller des Überseehotels in Bremen (heute: Ramada) gegründet.
Dort entstanden Produktionen von Sigi Hoppe, Marjorie Adams, Ronny (Wolfgang Roloff selbst), Silva Manos und Heintje.
Unter anderem aufgrund des großen Erfolges von Heintje war Roloff im Jahr 1969 in der Lage, den 1910 erbauten Oberneulander Dorfgasthof Haus Niedersachsen zu kaufen und in ein Tonstudio umzuwandeln. Das geschah mit dem Ziel, unabhängig von den öffentlich-rechtlichen Rundfunkanstalten dasselbe Niveau zu bieten, und kostete noch einmal etwa so viel wie das Haus selbst. Die Akustik des Aufnahmesaales konzipierte Heinrich W. Lüdeke.
Wolfgang Roloff war damit einer der ersten Interpreten überhaupt, die ihre Lieder nicht nur selbst schrieben, sondern auch komplett selbst produzierten und als fertige Masterbänder an Plattenfirmen verkauften.
Rudi Carrell ließ alle Lieder, die für Sendungen bei Radio Bremen bestimmt waren, im Studio Nord produzieren und aufnehmen, obwohl Radio Bremen schon seit den 1950er Jahren über einen hervorragenden  Sendesaal verfügte.
Als Musiker kamen in den meisten Fällen Roloffs Begleitband The Rio Rangers sowie das Unterhaltungsorchester von Radio Bremen und die Bremer Philharmoniker zum Einsatz.
In den 1970er Jahren wurde das Studio mit einer Schallplattenschneideanlage ausgerüstet, so dass Roloff fortan in der Lage war, fertige Vinylmaster zu erstellen, die nur noch vervielfältigt werden mussten. In den folgenden Jahrzehnten wurden im Studio Nord zahlreiche Erfolge von Münchener Freiheit, Mr. President, Sven Väth, Alphaville, The Notwist, Tocotronic, Beginner, und vielen anderen für Vinyl und CD-Produktion gemastert.
Im Laufe der achtziger Jahre übernahm der Tontechniker Bernd Steinwedel zunehmend das operative Geschäft, während Roloff sich auf Komposition und Verwaltung konzentrierte. Wolfgang Roloff und Bernd Steinwedel starben im Jahr 2011. Um das traditionsreiche Haus zu erhalten verpachteten Roloffs Erben das Studio Nord an Gregor Hennig.
Nach einer Umgestaltung und Renovierung des Studios und der Musikerwohnung nahm das Tonstudio im Jahr 2013 den Betrieb wieder auf. Hennig setzte dabei den Schwerpunkt wieder auf Recording und Albumproduktion, so dass aus Bremen heute wieder zahlreiche aktuelle Pop-Produktionen stammen.

## Produktionen bis 1980 (Auswahl)
- Heintje
- Ronny
- Mel Jersey
- Tony Marshall
- Drafi Deutscher
- James Last
- Heino
- Rudi Carrell

## Produktionen seit 2013 (Auswahl)
- Bela B.
- Joy Denalane
- Nils Wogram
- Sophie Hunger
- Muff Potter
- Johanna Zeul
- Mantar
- Grausame Töchter
- Florian Künstler
- Schrottgrenze
- June Cocó
- Wingenfelder
- Chiara Izzi
- Max Prosa
- Kaye-Ree
- Die Sterne
- Miu
- Flo Mega
- Mark Scheibe
- Fluppe
- David Pastor
- Eisenvater
- Halma
- Heinz Rudolf Kunze
- Jupiter Jones
- Stoppok
- Me and My Drummer
- Thees Uhlmann
- Herrenmagazin
- Die Liga der gewöhnlichen Gentlemen
- Oiro
- Hundreds
- Niels Frevert
- Fischer-Z
- Rhonda
- Vierkanttretlager
- Botticelli Baby
- Chilly Gonzales
- Helmut Debus
- Jens Rachut
- Bernd Begemann
- Die Fantastischen Vier
- Norman Keil
- Revolverheld
- Jürgen Zöller
- Selig
- Dirk Darmstaedter
- Showband Gifhorn

## Erfolge
Einer der größten Erfolge, die im Studio Nord aufgenommen wurden, ist das Lied Sierra Madre del Sur, das durch zahlreiche Coverversionen bis heute einer der weltweit meistgespielten Songs ist.
Allein von Ronny hielten sich in den 1960er Jahren 15 Titel bis zu 27 Wochen in den Charts, davon kamen Oh My Darling Caroline und Kleine Annabell auf Platz 1.
Heintje verdrängte sich 1968 mit Mama, Du sollst nicht weinen und Heidschi Bumbeidschi gleich zwei Mal in Folge selbst von Platz 1 der deutschen Singlecharts.
84 Wochen hielt sich das dazugehörige Album in den Charts, das Album Ich sing ein Lied für Dich kam auf 36 Wochen. Rudi Carrell war mit dem im Studio Nord produzierten Titel Wann wird’s mal wieder richtig Sommer 14 Wochen in den deutschen Charts.
Seit 2013 gelangen Chartplatzierungen mit den Alben „Deutschland“ von Heinz Rudolf Kunze, „Raw Love“ von Rhonda, „Das Paradies der gefälschten Dinge“ von Niels Frevert, „Love is a fridge“ von Me and My Drummer und „Krieg und Krieg“ von Vierkanttretlager.

## Ausstattung
Schon Anfang der 1960er Jahre arbeitete Roloff mit zwei Telefunken-T9-Zweispur-Tonbandmaschinen im Pingpong-Verfahren. Er war damit einer der Pioniere dieser von Les Paul entwickelten Technik, bei der man jeweils von einer Maschine auf die andere überspielt und währenddessen ein Element hinzufügt. Sowohl die T9-Bandmaschinen als auch das damals verwendete, von Peter Kohlmann handgefertigte Mischpult befinden sich immer noch im Besitz von Studio Nord. Ebenfalls aus der Anfangszeit verfügt das Studio über eine umfassende Sammlung Neumann-Röhrenmikrofone. Über die Jahrzehnte wurde das Studio jeweils mit der neuesten Technik ausgestattet, ohne dass jedoch die alte Ausstattung verkauft oder entsorgt wurde. Der Saal ist aufgrund der Größe und Deckenhöhe einer der wenigen privaten Aufnahmeräume in Deutschland, die sich auch für Orchesteraufnahmen eignen.